# Anopheles vanhoofi
Anopheles vanhoofi är en tvåvingeart som beskrevs av Wanson och Lebied 1945. Anopheles vanhoofi ingår i släktet Anopheles och familjen stickmyggor. Inga underarter finns listade i Catalogue of Life.